# Neosilurus brevidorsalis
Neosilurus brevidorsalis är en fiskart som först beskrevs av Günther, 1867.  Neosilurus brevidorsalis ingår i släktet Neosilurus och familjen Plotosidae. Inga underarter finns listade i Catalogue of Life.